# The Ting Tings

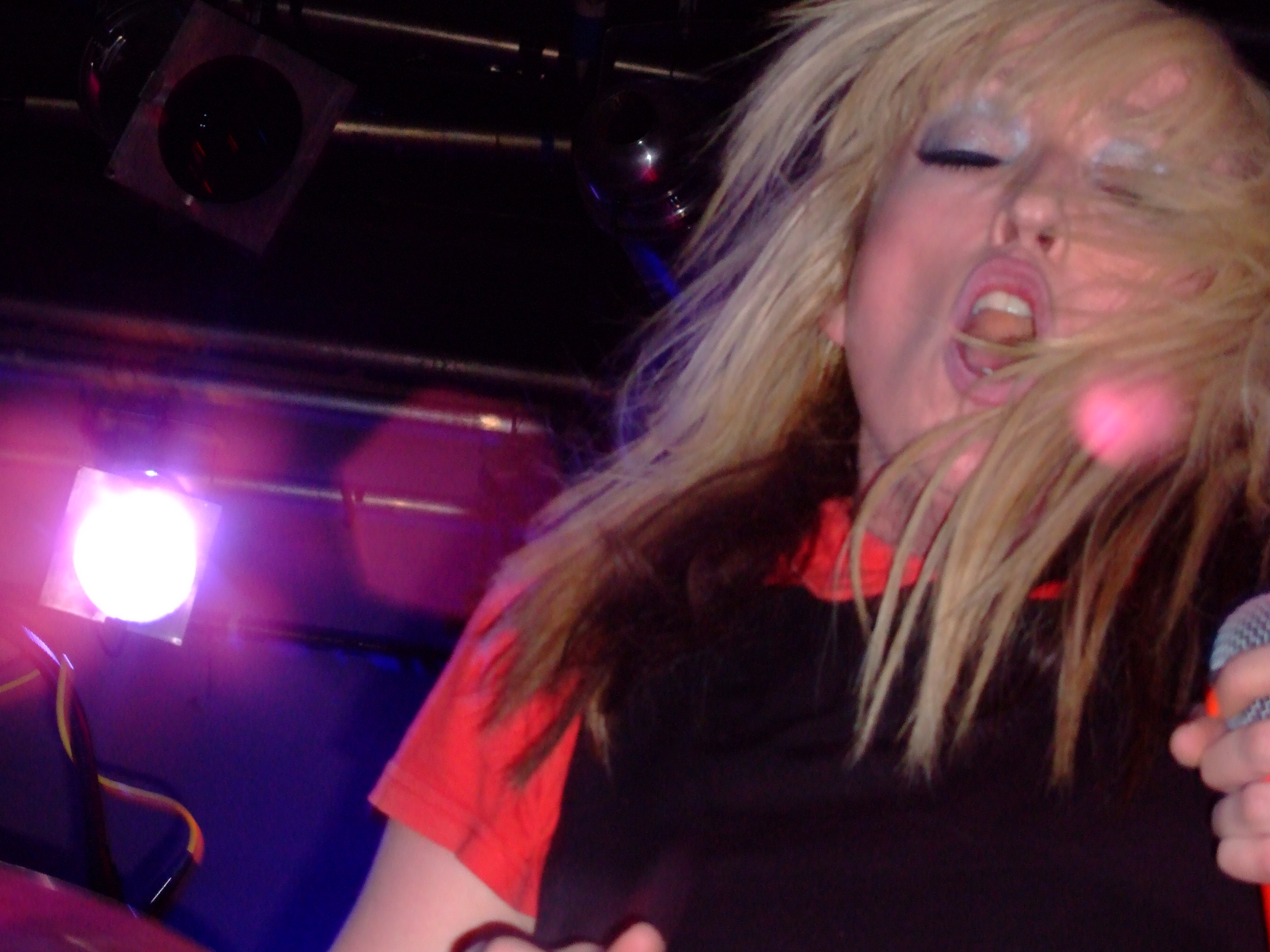
Katie White 2008.

The Ting Tings är ett brittiskt indiepopband som bildades 2004 av Katie White och Jules de Martino. 2008 släppte de sitt första studioalbum, We Started Nothing, från vilket de har släppt fyra singlar, varav "That's Not My Name" nådde första plats på UK Singles Chart den 18 maj 2008.
White och de Martino hade tidigare spelat tillsammans i Dear Eskiimo. Efter att bandet upplöstes, fortsatte de att samarbeta och bildade senare The Ting Tings.

## Medlemmar
- Katie White – (sång, gitarr)
- Jules de Martino – (trummor, gitarr, sång)

## Diskografi

### Studioalbum
- 2008 – We Started Nothing
- 2012 – Sounds From Nowheresville
- 2014 – Super Critical
- 2018 – The Black Light

### Singlar
- 2007 – "That's Not My Name"/"Great DJ"
- 2007 – "Fruit Machine"
- 2008 – "Great DJ"
- 2008 – "That's Not My Name"
- 2008 – "Shut Up and Let Me Go"
- 2008 – "Be the One"
- 2009 – "We Walk"
- 2010 – "Hands"
- 2011 – "Hang It Up"
- 2012 – "Hit Me Down Sonny"
- 2014 – "Wrong Club"

## Musikvideor

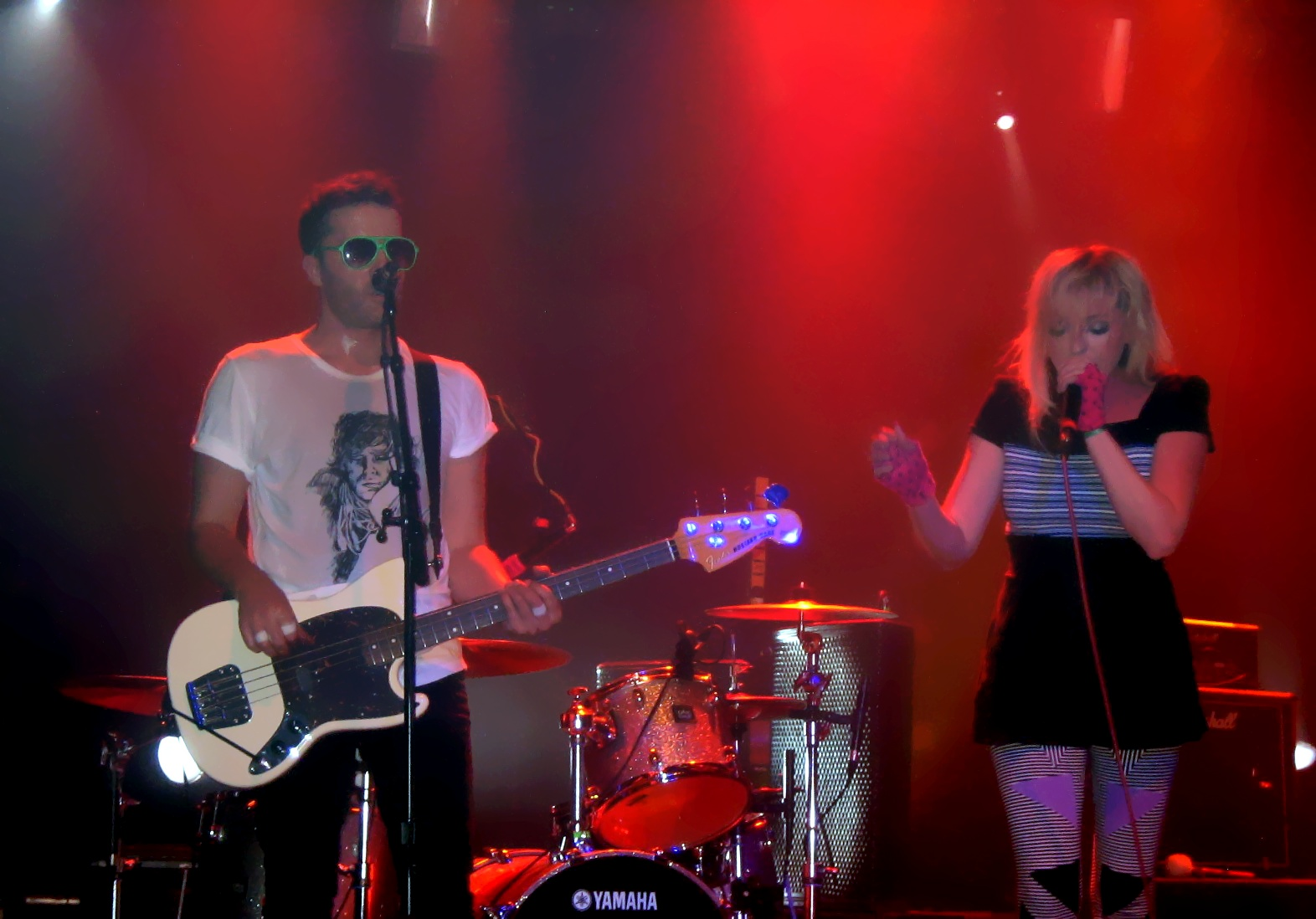
The Ting Tings uppträder vid Mod Club Theatre i Toronto, Kanada 14 mars 2009.

| År   | Titel                                          | Regissör        |
| ---- | ---------------------------------------------- | --------------- |
| 2007 | "That's Not My Name" (version 1)               | Sophie Muller   |
| 2008 | "Great DJ"                                     | Rachel Reupke   |
| 2008 | "That's Not My Name" (version 2)               | David Allain    |
| 2008 | "Shut Up and Let Me Go"                        | Alex & Liane    |
| 2008 | "Be the One"                                   | Keith Schofield |
| 2009 | "That's Not My Name" (version 3) [USA-version] | Alex & Liane    |
| 2009 | "We Walk"                                      | Ben Ib          |
| 2010 | "Hands"                                        | Warren Fu       |
| 2011 | "Hang It Up"                                   | Dan Gable       |
| 2011 | "Hang It Up" (live i Paris)                    | Dan Gable       |
| 2011 | "Silence" (Bag Raiders Remix)                  | Dan Gable       |
| 2012 | "Hands" (live i Paris)                         | Dan Gable       |
| 2012 | "Day to Day" (akustisk)                        | George Taylor   |
| 2012 | "Hit Me Down Sonny" (live i Paris)             | Dan Gable       |